# Калинівка (Вишгородський район)
Кали́нівка (МФА: [kɐˈɫɪɲiu̯kɐ] ( прослухати)) — село в Україні, у Поліській селищній територіальній громаді Вишгородського району Київської області. Населення становить 107 осіб.

## Історія
19 липня 2020 року, в результаті адміністративно-територіальної реформи та ліквідації Поліського району, село увійшло до складу новоутвореного Вишгородського району. 
З лютого по квітень 2022 року село було окуповане російськими військами. 

## Географія
На південному заході від села беруть початок річки Криворічка й Любацька, ліві притоки Вересні. 
Через село тече річка Поплав, ліва притока Вересні.